# Natalia Kowalska
Natalia Kowalska (* 31. Dezember 1989 in Koszalin) ist eine polnische Automobilrennfahrerin.

## Karriere
Kowalska begann ihre Motorsportkarriere 1999 im Kartsport, in dem sie bis 2006 aktiv war. Unter anderem gewann sie 2005 die polnische ICA Meisterschaft. 2007 gab sie ihr Debüt im Formelsport und trat bei sechs Rennen der nordeuropäischen Formel Renault, die sie auf Platz 44 beendete, und bei zwei Rennen im Formel Renault 2.0 Eurocup an. 2008 wechselte sie nach Nordamerika und startete in der Star Mazda Series zu sechs Rennen, bei denen sie punktelos blieb.
Nach einer einjährigen Pause, die sie wegen finanzieller Probleme einlegen musste, kehrte Kowalska 2010 in den Motorsport zurück und ging in der Formel 2 an den Start. Am Rennwochenende in Portimão erzielte sie als Zehnte und Neunte ihre bisher einzigen Punkte. Am Saisonende belegte die Rennfahrerin, die zu einem Rennwochenende nicht angetreten war, den 19. Gesamtrang. 2011 trat Kowalska nur zu den ersten zwei Rennwochenenden der Formel 2 an. Aufgrund einer Verletzung am rechten Arm zog sie sich aus dem Wettbewerb zurück. Sie unterzog sich zwei Operationen an der rechten Hand und verbrachte die nächsten 12 Monate mit der Rehabilitierung, bis sie für die Saison 2012 wieder voll fit war. Ein Versuch sich für das Comeback bei einem polnischen Team für den Porsche Supercup zu bewerben scheiterte in der Folge.

## Privates
Kowalska ist mit dem italienischen ex-Kart-Piloten Alessandro Levratti verheiratet, mit dem sie zusammen seit 2020 das Kart-Junior-Team Kidix Driver Performance betreibt.

## Karrierestationen
- 1999–2006:Kartsport
- 2007: Nordeuropäische Formel Renault (Platz 44)
- 2008: Star Mazda Series
- 2010: Formel 2 (Platz 19)
- 2011: Formel 2